# Esther Boix
Esther Boix (Llers, Alto Ampurdán, 26 de marzo de 1927- 26 de mayo de 2014) fue una pintora catalana, mujer del poeta Ricard Creus, con quien fundó en Barcelona la escuela de técnicas de expresión L'ARC. Fue una de las integrantes del Grupo Postectura, junto con los pintores Ricard Creus y Joan Datzira y los escultores Josep Maria Subirachs, Francesc Torres Monsó y Josep Martí Sabé. En 2002 fue nombrada hija adoptiva de Las Presas.

## Exposiciones destacadas
- 2007- «Esther Boix. Miralls i miracles» (Museo de Arte de Gerona)